# 柳ヶ瀬ブルース
「柳ヶ瀬ブルース」（やながせブルース）は、1966年4月1日に発売された美川憲一の3枚目のシングルである。

## 解説
- 作詞作曲者の宇佐英雄は岐阜市の歓楽街『柳ヶ瀬』[注釈 1]で流しでこの曲を歌っていたが、彼が自費製作したフィルム・レコードを入手した日本クラウンのディレクター長田幸治が、デビュー当初は青春歌謡路線を歌っていた美川憲一について、「（美川に）青春歌謡路線は向いていない」と判断し、路線を転換させるために3枚目のシングル盤として歌わせたものであり[1]、実際に美川が演歌・ムード歌謡路線に方向転換する転機になった曲である。青春歌謡と比べ暗い曲調のため、当初は美川自身「私は明るい性格だから」などという理由により歌いたくなかったとしばしば番組などで語っている。

- 日本クラウンは曲の舞台となった地元柳ヶ瀬とタイアップし、この曲が柳ヶ瀬で流行っているとして、スポーツ新聞や週刊誌の記者を取材ツアーに招待、地元でも記者の飲食費を負担するとともに、当日はどこに行ってもこの曲を流し、歌うようにしておいた[2]。このタイアップの結果、この曲が120万枚を超える大ヒット曲となって柳ヶ瀬の地名が全国に知られるようになるとともに、美川自身もスター歌手としての地位を確立することとなる。

- いわゆる「ご当地ソング」という言葉は、当曲が評判になり始めた頃クラウンレコード（日本クラウン）の宣伝担当者が使い出して広まったとされる[3]。

- また、この曲は、1967年に出した『新潟ブルース』、1968年に出した『釧路の夜』と共に、美川のご当地ソングシリーズ三大ヒット曲と謳われている。

- さらに、『柳ヶ瀬ブルース』をモチーフにして東映が同名タイトルの映画を梅宮辰夫主演で製作、美川も出演して劇中で同曲を歌唱している[4]（後述）。

- 1990年に新録音されたバージョンもあり、ベスト版ではこちらが収録されている場合も多い。なおオリジナル版と比較すると全体的に節回しがやや違う。1991年には新録音バージョンがシングルリリースされた。

- 1991年4月に、柳ヶ瀬商店街のアーケード地面に、蒔田浩（当時の岐阜市長）の筆により柳ヶ瀬ブルース歌碑が設置された。歌碑には1番の歌詞が記されている。

- 2016年4月には柳ヶ瀬ブルース発売から50年を迎えた。またマレーシアでは荘学忠によって『忘记你不容易』のタイトルで北京語カバーされた。

## 収録曲

### オリジナル盤
1. 柳ヶ瀬ブルース (3分32秒)
作詞・作曲：宇佐英雄／編曲：小杉仁三
2. ひとすじの涙 (3分15秒)
作詞：星野哲郎／作曲・編曲：小杉仁三

### 1991年盤
1. 柳ヶ瀬ブルース（New Attack Version）
作詞・作曲：宇佐英雄／編曲：服部克久
2. お金をちょうだい（New Attack Version）
作詞：星野哲郎／作曲：中川博之／編曲：清水靖晃
3. 柳ヶ瀬ブルース（New Attack Version）〈カラオケ〉
4. お金をちょうだい（New Attack Version）〈カラオケ〉

## カバー
- 春日八郎（アルバム「昭和歌謡を歌う ー珠玉のカバーソング・コレクション」収録）
- 石原裕次郎（アルバム「昭和流行歌カバー特選集」収録）
- 藤圭子（1970年 1st アルバム「新宿の女/“演歌の星”藤圭子のすべて」収録）
- 八代亜紀（CD全10巻「八代亜紀の世界(vol.5 ムード歌謡を唄う2)」）
- 吉幾三（アルバム「いろはにほへどはやり唄(一)男ごころにおんな唄」収録）
- HONEST・辻（アルバム「心の唄ベスト16」収録）

他、青江三奈、西田佐知子など多数。

## 映画
本曲を原案とする映画は、1967年7月15日に公開。東映東京撮影所製作。カラー、東映スコープ、87分。
1974年4月13日公開の『夜の演歌 しのび恋』まで11作続く、『夜の歌謡シリーズ』の第1作。

### スタッフ
- 企画 - 園田実彦、吉田達
- 脚本 - 成澤昌茂
- 監督 - 村山新治
- 撮影 - 坪井誠
- 美術 - 中村修一郎
- 音楽 - 八木正生
- 録音 - 広上益弘
- 照明 - 元持秀雄
- 編集 - 田中修
- スチル - 丸川忠士

### 出演者
- 福本次郎 - 梅宮辰夫
- 福本たけ - 原ひさ子
- 福本健一郎 - 鶴見丈二
- 福本きく - 安城由貴子
- 福本三郎 - 吉田幸信
- 福本悦子 - 大川栄子
- 筒井みどり - 野川由美子
- 笹川助六 - 伴淳三郎
- 笹川かな - 浦辺粂子
- 権藤隼人 - 渡辺文雄
- 沢村雅美 - 城野ゆき
- 矢頭裕子 - 大原麗子
- 矢頭澄江 - 春川ますみ
- 吉岡ヒロシ - 田原弘二郎
- 堀田唯夫 - 佐藤晟夫
- 堀田忠兵衛 - 若宮忠三郎
- 堀田ふき - 関田千恵子
- 坪内玉子 - 角梨枝子
- 小杉 - 木川哲也
- 瀬田 - 久地明
- 石塚 - 亀山達也
- 守衛 - 山田甲一
- 人事課係員 - 都健二
- 娘艶歌師 - 山川ひろみ
- 県庁職員 - 山浦栄
- 警官 - 久保比呂志
- 美川 - 美川憲一

### 同時上映
『日本侠客伝 斬り込み』
- 脚本 - 笠原和夫 / 監督 - マキノ雅弘 / 主演 - 高倉健
- 『日本侠客伝シリーズ』の第7作目。

### 夜の歌謡シリーズ
「夜の歌謡シリーズ」は、東映が1960年代後半から1970年代前半にかけて、当時のヒット曲をベースに、主に梅宮辰夫の主演で、夜の盛り場を舞台に映画化した歌謡映画シリーズ。同じ梅宮主演の「夜の青春シリーズ」と内容も似ており、区分もはっきりしない。時代的には1965年から1968年頃まで製作された「夜の青春シリーズ」の後、ヒット歌謡曲を映画題名に被せて継続させたのが本シリーズである。「夜の歌謡シリーズ」の後の「帝王シリーズ」もこの流れにあるもの。夜の青春、夜の歌謡、両シリーズとも表面（メイン作）は任侠映画で、全て添えもののB面番組であったが、これは岡田茂プロデューサーが、梅宮を着流し任俠路線の裏番組のエースにするためだった、任侠映画は全てカラーながら「夜の青春シリーズ」は全て白黒だった。このため内容の不気味さが際立っていたが、「夜の歌謡シリーズ」は、全てカラーで、「夜の青春シリーズ」に比べてもう少し華やかなバーやキャバレーが登場し、少し予算も増え、年齢を重ねて妖しいジゴロ風に成長した梅宮が、カラー化でよりケバケバしくデザインしたスーツを着こなす。また特徴的なのが女性の描写で、「夜の歌謡シリーズ」に登場する女優、女性たちは「夜の青春シリーズ」で度々描かれたいつも泣きを見る不幸な女ではなく、計算や欲得を持ち、見極めも備えた強さも描かれ、単純な被害者としては描かれない。僅か数年間であるがこの間に女性の地位が向上したことが分かる。「夜の歌謡シリーズ」の途中に「緋牡丹博徒シリーズ」など女侠客ものや「スケバンもの」が各社で量産されたのも日本社会の変貌の反映を現し、強い女性を描くことが社会からの要請だったといえる。但し「夜の青春シリーズ」はあまりにも女性をバカにした映画だと攻撃されたが、本シリーズも男性本位が貫かれていることには変わりはない。
歌謡映画は古くからある映画ジャンルの一つで、定義としては「歌手を主演にした映画」「ヒット曲をヒントに製作する映画」のどちらかを指す場合が多い。東映でいえば、前者の代表的なものが美空ひばり主演映画で、後者の場合は、あらかじめ企画を上げる訳ではなく、ヒット曲が出た時に慌てて作るという特徴を持つ。岡田茂が映画本部長時代の1971年2月の映画誌のインタビューで「『おんな』で興行がちょっと落ち込んだんで、しばらく次作は様子を見ているとこ...。「歌謡シリーズ」というのは歌がものすごくヒットして、しかもウチ向きの歌でないとネ...。こういうのは忘れたころに出すとヒットするんだよ、ちょっと間をおいて。森進一の『港町ブルース』だとかいうヤツは、写真の出来いかんじゃなしに、当時大ヒットを飛ばしていたからネ。やはり藤圭子の『夢は夜ひらく』（『ずべ公番長・夢は夜ひらく』）もあれはかなり歌で助けられているね。歌のはやるのを事前に掴んで、いま森進一が非常に人気がある。この次は何だと聞いて、なかなか激戦になるから、先物を買う。しかし偶然その歌がそうヒットしないことがあるんですよ。そうすると写真を作らないわけにはいかんし、歌がヒットしないと、さっぱり当たらない。だからこれは非常に危険が伴うから、まず大ヒットしてから押さえるという原則を立てなければいかんね。少し高くついてもその方が安全です」などと解説している。この話から、「夜の歌謡シリーズ」というのはジャーナリストが付けた呼称で、製作者は東映の「ヒット曲をヒントに製作する映画」全てを「歌謡シリーズ」と呼んでいたと見られる。梅宮出演映画でもこれ以前の1962年に、こまどり姉妹のヒット曲を映画化した『こまどり姉妹 おけさ渡り鳥』や1963年に畠山みどりのヒット曲を映画化した『恋は神代の昔から』を製作しているが、これらはメロドラマで当然「夜の歌謡シリーズ」には入れられない。この他、1960年代に任侠映画のシリーズで、北島三郎や村田英雄のヒット曲をベースに本人も出演した映画が製作されたが、これらを歌謡映画と呼ぶことはない。

#### シリーズ詳細
「夜の青春シリーズ」は、『柳ヶ瀬ブルース』を第一弾として、『盛り場ブルース』、『命かれても』、『夜の歌謡シリーズ 伊勢佐木町ブルース』、『夜の歌謡シリーズ 長崎ブルース』、『夜の歌謡シリーズ 港町ブルース』、『夜の歌謡シリーズ 悪党ブルース』、『夜の歌謡シリーズ おんな』、『夜の歌謡シリーズ 女のみち』、『夜の歌謡シリーズ なみだ恋』、『夜の演歌 しのび恋』の計11作を指す場合が多い。『柳ヶ瀬ブルース』は、当時の文献でも「〇〇シリーズ」とは書かれておらず、『盛り場ブルース』の映画紹介に「夜の青春シリーズ」と書かれたものもあり、『命かれても』公開時の映画誌に「夜のムードシリーズ第三作」と書かれたものがある。第四作の『伊勢佐木町ブルース』の公開時のポスターに「夜の歌謡シリーズ」というサブタイトルの記載が見られ、当時の映画誌にも「夜の歌謡シリーズ第四作」と書かれていることから、『伊勢佐木町ブルース』が公開された時、遡って『柳ヶ瀬ブルース』『盛り場ブルース』『命かれても』を、それぞれ「夜の歌謡シリーズ」第一作、第二作、第三作と呼び始めたものと見られる。以降十作目の『夜の歌謡シリーズ なみだ恋』までは全てのポスターに「夜の歌謡シリーズ」というサブタイトルの記載がある。ただそれぞれが「夜の歌謡シリーズ」の何作目にあたるのかは書かれていない。前述のようにヒット曲が出て、夜の酒場によく合う演歌やブルースなど、東映カラーに適合したものを映画化したら好評を得たため、同種のヒット曲をベースにした映画をシリーズ化したものと見られる。
1968年に東映常務でアイデアマンの今田智憲営業本部長兼興行部長が、当時の渡辺プロダクションなど芸能事務所によるテレビ番組での影響力拡大を見て、東映でタレント事業に本腰を入れるよう大川博社長や岡田茂企画本部長に働きかけた、今田は大川社長の息子・大川毅専務とソリが合わず、1968年9月にタレントのマネージメントを行う東映芸能に左遷させられた。しかし東映所属のタレントのキャスティングに関しては強い権限を持つようになった。すると今田が「ムード歌謡の映画化を東映は盛んにやっているが、もしうちの谷隼人君が歌ったら売り込めると思うし、他所のタレントを使わなくても、うちの歌をうたえる俳優のヒット作を映画化することもできる」とクレームを付けた。今田がほどなく東映を退社するため、このアイデアは実行に至らなかったが、本シリーズにも出演した谷隼人を主演として1970年10月に、辺見マリのヒット曲を映画化したスピンオフ的な『経験』が製作された。これは当時「梅宮辰夫につぐ軟派スターとして東映がスターダムに送ろうとする谷隼人の初主演もの」と宣伝され、設定やあらすじは本シリーズと一緒だが、本シリーズには入れられない。

#### 当時の批評
1969年10月の『週刊現代』に「かくれたるピンク映画というのがあるそうな。東映と日活でつくられている"歌謡シリーズ"のことである。『長崎ブルース』、『港町ブルース』、『おんな』（東映）、『池袋の夜』（日活）。いずれも森進一、青江三奈のヒット曲の映画化で、二人の出演が売りものになっている。歌謡曲映画といえば、毒にも薬にもならないメロドラマとくるのが常識。『恐らく、これも』と思うと、完全にうらぎられる(？)...別の意味で、なんともスサマジいシロモノなのである。例えば近作『池袋の夜』。谷村昌彦がマンションの秘密クラブのシロシロの真最中で興奮し、女の体に酒をかけ、むざぼるように舐めまわすわ、和田浩治が女学生に男の味を教えるわ、由利徹が性具屋を冷やかすわ、青江三奈など、ほんのお添えものに過ぎず"夜の手配師"というサブタイトルにこそ、日活の製作意図があることが分かる。しかもこの映画の準主役として抜擢された高樹蓉子という新人、半年前まで東映で事務員をしていたというから、笑わせるじゃありませんか。聞くところによると『脱がされるからイヤ』とおひざ元の勧誘を断り『青春ものをやらせる』という日活に入った途端にこの脱ぎっぷり。映画を地でいく"ポン引き合戦"とは、さもしいことになってきた」などと書き、同じ月の『週刊平凡』は「舟木一夫が『廃墟の周囲』(仮題)で、二度目の松竹出演をしている。（中略）それにしても、森進一は東映で『おんな』、黛ジュンは日活で『涙でいいの』と、人気歌手を主演にした歌謡映画の製作があいかわらず盛んだ。たとえば、今年松竹では3度大入り袋が出たが、そのうち2本が歌謡映画。水前寺清子とコント55号の『神様の恋人』（『コント55号と水前寺清子の神様の恋人』）は配収2億5000万円、美空ひばりと橋幸夫の『花と喧嘩』（『ひばり・橋の花と喧嘩』）は2億円をバッチリ稼いでいる。これでは、たとえ橋、舟木クラスで一本400万円～500万円のギャラを払っても、充分にオツリがくる計算だ。とはいえ、歌謡映画といえば、歌手の人気におぶさり、脚本もずさんなら、撮影も人気歌手の出演場面は、せいぜい一週間であげてしまうというインスタント製作。例えば奥村チヨ主演の大映『あなたの好みの・恋の奴隷』（『あなたの好み』）の場合など、12月に公開が予定されながら、題名だけが決まっただけで、まだ台本も出来てなければ(10月3日現在)奥村の10月～11月のスケジュールも抑えていないというから、お粗末な話。こんなインスタント商法が、ますます映画を退潮に導くのではなかろうか」などボロクソに書いている。

#### キャスティング
ベースになったヒット曲を歌う歌手も全作に出演している。クラブなどでの歌唱シーンだけではなく、少なからず演技もさせており『夜の歌謡シリーズ なみだ恋』に出演した八代亜紀は、当時のインタビューで「こんど初めて映画に出していただくことになったんだけど、役作りが難しくて。3キロもやせちゃったのよ。主演の谷隼人さんとのからみもあるの。チャンと台詞だってあるんだから...」と話しており、サンケイスポーツ1975年12月4日の東宝『おしゃれ大作戦』でクラブ歌手役として撮影に参加したことを伝える記事でも「八代は、四十八年大ヒットした『なみだ恋』を映画化した同題名映画に初出演、翌年も『しのび恋』に出演と過去に二回映画出演している」と書かれていることから。映画デビューとされる『銀蝶流れ者 牝猫博奕』は歌を歌っているシーンのみを映したものと見られ、八代自身は『なみだ恋』が映画初出演と考えている。

#### ロケ
『長崎ブルース』では、長崎ロケを行うなど、当時の夜の盛り場風景は、貴重な風俗資料でもある。

#### シリーズの終了
本シリーズの企画者は、岡田茂とともに梅宮辰夫を売り出した園田実彦といわれ、園田は「映画のプロデュースに霊感はつきもの」との観点から卦を立てて映画をプロデュースしていたといわれた。しかし1960年代後半に起きた園田や岡田、今田智憲、伊藤義ら活動屋重役と大川博社長の息子・大川毅専務との確執から興った東映お家騒動がイヤになり、1969年『夜の歌謡シリーズ 港町ブルース』撮影中に突如失踪、日活にヘッドハンティングされ、日活のプロデューサーに収まり、日活で『ハレンチ学園』をプロデュースし、社会現象を捲き起こした。
シリーズ最終作となった『夜の演歌 しのび恋』は、1974年2月15日の東映番組発表では上がらなかったが、2月に公開された『聖獣学園』の興行が大惨敗し、岡田茂東映社長が腹を立て、長年製作を続けた東映ポルノの製作中止を発表し、「今後は実録ものとギャングもの、それに歌謡路線を強化していく」という新方針を打ち出したことで製作が決まったもので、5日後の1974年2月20日にまた番組発表があり、『夜の演歌 しのび恋』として製作が発表された。『夜の演歌 しのび恋』と同時期に海援隊の大ヒット曲「母に捧げるバラード」を基にした歌謡映画の企画が東映で挙がり、武田鉄矢は1977年の『幸福の黄色いハンカチ』より前にこの作品で俳優デビューが予定されていた。監督は鈴木清順と発表され、1967年の『殺しの烙印』以来の復帰作として注目されたが、これに出演オファーをされていた岡田裕介が脚本を読み、自宅で父の岡田茂に「こんなホンで東映はよく映画を作っているね」と言ったら、岡田もホンを読み「確かに酷い」と認め、岡田茂は翌朝、出社するなり社内で怒鳴り散らし「母に捧げるバラード」の企画を出したプロデューサーをクビにし企画も潰したという。

#### 影響
杉作J太郎の2006年初監督作・『任侠秘録 人間狩り』『怪奇!!幽霊スナック殴り込み!』の二本立ては、自身が大好きな「あの頃の東映の二本立て、ヤクザ映画と夜の歌謡シリーズの組み合わせの良さを提示したい」という意図で作ったと話している。

### 映像ソフト
- 2010年に東映ビデオから『命かれても』『夜の歌謡シリーズ 伊勢佐木町ブルース』『夜の歌謡シリーズ 長崎ブルース』の三作品がDVD発売された[5][6]。シリーズのうち『柳ヶ瀬ブルース』はフィルムの損傷が激しいため再上映もソフト化もされていない状態だが2024年5月に原版からの修復が施され関係者上映が行われた。